# Biston betularia
Biston betularia là danh pháp hai phần của loài bướm bạch dương vùng ôn đới, cũng còn gọi là bướm sâu đo bạch dương, thuộc nhóm bướm đêm trong họ Geometridae thuộc Bộ Cánh vẩy. Đôi khi còn được dịch là bướm tiêu.
Loài bướm này đã được Carl Linnaeus mô tả và đặt tên từ năm 1758, nhưng gần đây được nhắc tới nhiều trong sinh học tiến hoá cũng như di truyền học quần thể để minh hoạ cho quá trình tiến hoá loài cũng như tác động của chọn lọc tự nhiên, nhất là do công trình nghiên cứu nhiều năm của Bernard Kettlewell và cộng sự.

## Hình thái
Mỗi cá thể bướm bạch dương trưởng thành có sải cánh trung bình là 55mm, dao động trong khoảng 45 – 62 mm. Thân tương đối mập mạp, với hình thái phổ biến là có đôi cánh trắng, điểm đen và xám như rắc tiêu (hình 1). Số lượng và kích thước các đốm đen không cố định, nhưng đặc điểm cơ bản là có hình thái rất giống với nền (giá thể) mà nó thường đậu là vỏ ngoài của cây bạch dương cũng có nền trắng đốm đen.

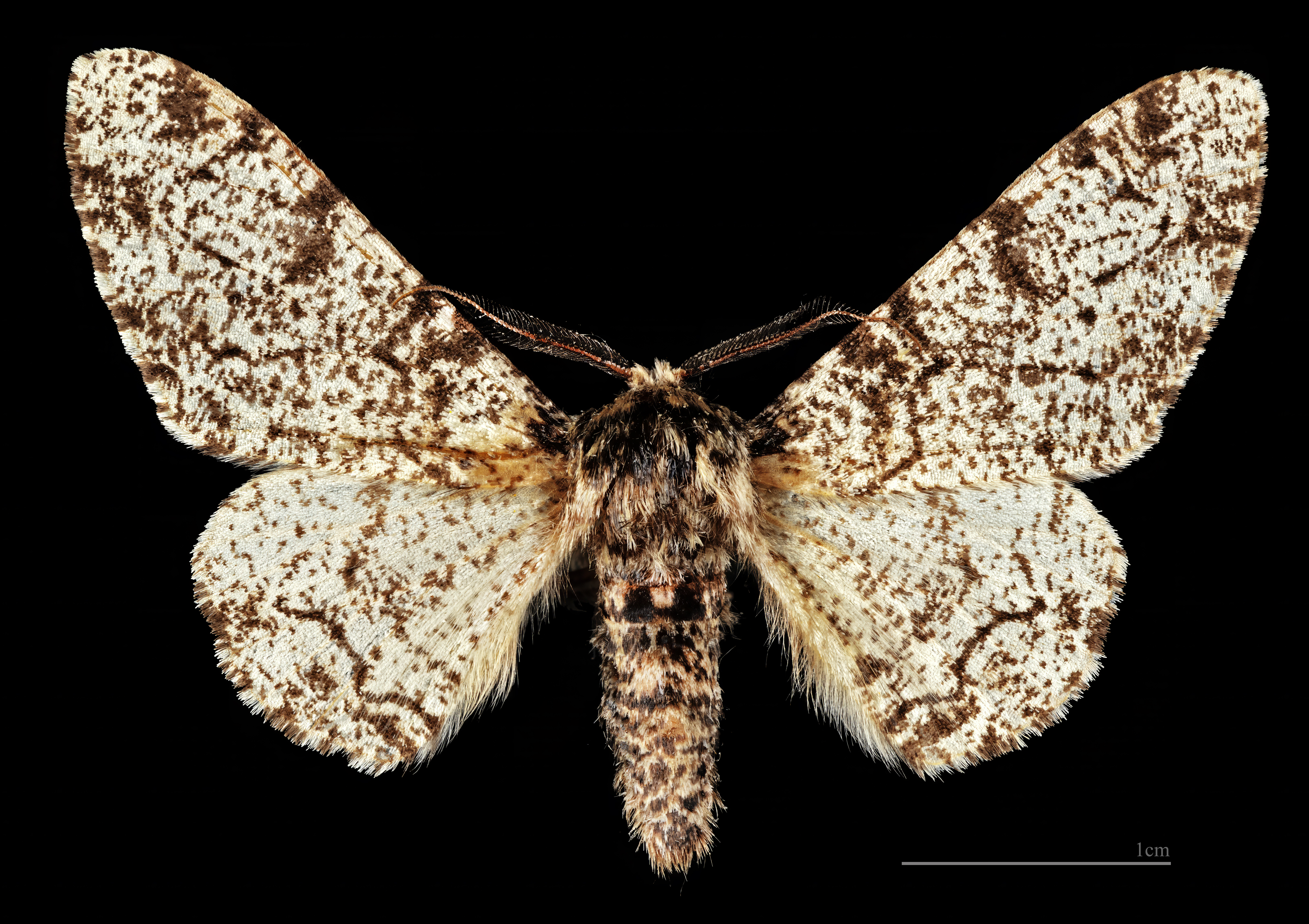
Biston betularia ♂
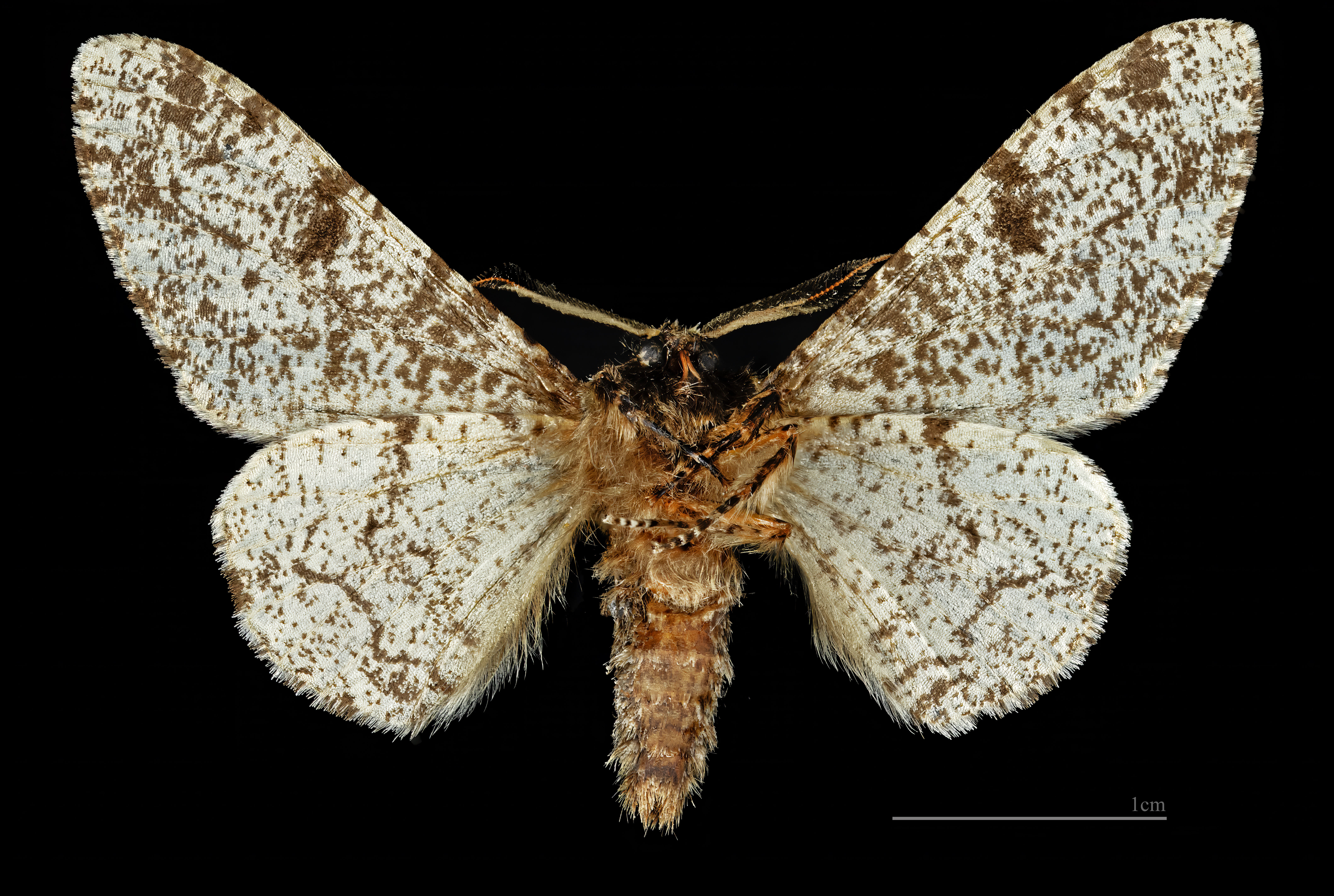
Biston betularia ♂  △

## Phân bố
Bướm bạch dương (Biston betularia) là loài rất phổ biến ở vùng ôn đới, phân bố khá rộng trên thế giới, đã được tìm thấy ở Trung Quốc, Nga, Mông cổ, Nhật Bản, Hàn quốc, Triều Tiên, Nepal, Kazakhstan, Turkmenistan, Azerbaijan, Armenia, Châu Âu và cả Bắc Mỹ.

## Sinh thái và chu kỳ

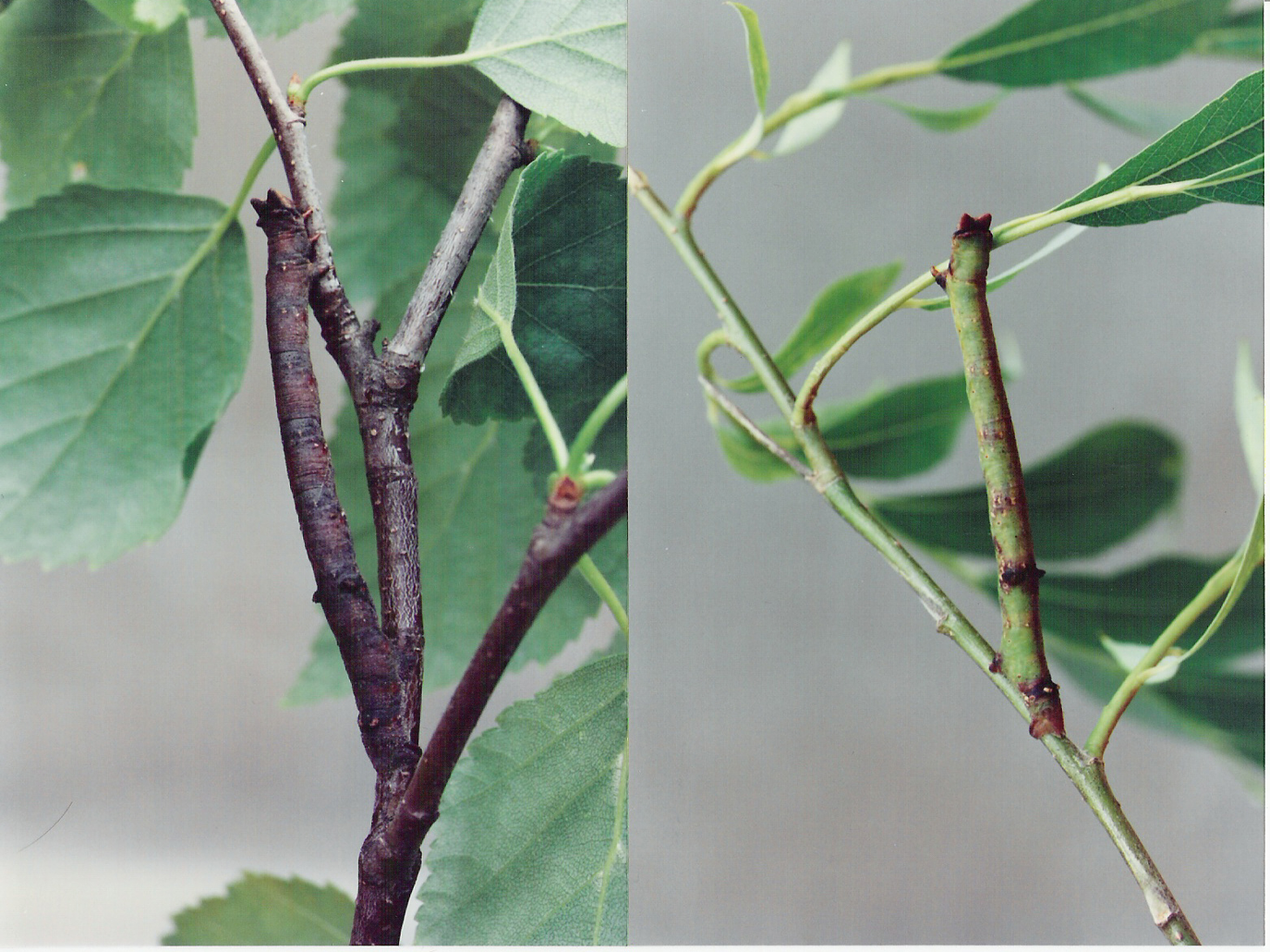
Hình 2: Sâu đo Biston betularia khi trên cành (trái) và ở gần lá (phải).

- Tuy thuộc vào vị trí địa lý và khí hậu nơi phân bố, loài này có khi chỉ có một thế hệ mỗi năm (như ở Anh và Ireland) hoặc hai thế hệ mỗi năm (như ở vùng Đông Nam của Bắc Mỹ).
- Vòng đời của bướm bạch dương thuộc loại biến thái hoàn toàn điển hình, gồm bốn giai đoạn: trứng - ấu trùng (sâu bướm) - nhộng - bướm (trưởng thành). Trong giai đoạn ấu trùng, nó bò ở dạng sâu đo, nên còn gọi là sâu đo bạch dương. Nó thường hoạt động ban đêm, còn ban ngày thường đậu yên và nghỉ ngơi trên cây.

Ở dạng sâu đo, hình dạng và màu sắc của nó trông giống như cành cây hoặc màu lá cây (hình 2), và đã từ lâu được mô tả và lấy làm ví dụ cho tính thích nghi kiểu nguỵ trang trong một bài báo của Edward Bagnall Poulton (năm 1887).
- Cuối mùa ấm, nó thường di chuyển xuống đất để trú Đông. Đến khi ấm áp (thường là cuối tháng 5 đến tháng 8) mới đục nhộng lên giá thể (cây bạch dương), hoá bướm và sẽ bay đêm hôm đó để thực hiện sinh sản, khi đôi cánh đã khô ráo hoàn toàn.
- Bướm đực hầu như đêm nào cũng bay để tìm kiếm bướm cái, còn bướm cái chỉ bay một lần vào đêm đầu tiên sau khi hoá bướm. Sau đó, con cái bài xuất pheromone để "gọi" con đực. Tuy chỉ hoạt động về đêm, nhưng bướm đực rất dễ bị dơi săn mồi. Sau khi thụ tinh, con đực bảo vệ con cái khỏi những con đực khác đến "ve vãn" cho đến khi con cái đẻ trứng. Mỗi bướm cái đẻ mỗi lần khoảng 2.000 quả trứng màu xanh nhạt, dài khoảng 1 mm vào các kẽ hở ở vỏ cây bạch dương nhờ máng đẻ trứng.

### Tập tính thích nghi
- Chọn lọc tự nhiên đã tạo cho loài này tập tính chỉ hoạt động về đêm, còn ban ngày nghỉ ngơi hoàn toàn để trốn tránh kẻ săn mồi chủ yếu là các loài chim ăn sâu bọ.
- Howlett và Majerus (1987) đã kết luận rằng sâu bướm thường phân bố ở những vị trí tối nhất như trong khe hở của cây bạch dương, hoặc ở mặt dưới của cành cây hay ở trên cành cây có nhiều lá.
- Majerus (2000) đã chỉ ra rằng loài này không chỉ đậu trên vùng cây có màu trắng đốm đen giống như mà cánh của chúng, mà còn thường đậu ở vùng có địa y bao phủ trên thân cây. Nhờ đó, tránh được các loài chim sâu có khả năng nhìn thấy tia cực tím mà con người không thể nhìn thấy, do địa y ít phản xạ tia này.
- Thí nghiệm ở Cambridge trong bảy năm (2001 -2007) Majerus đã chỉ ra rằng khoảng 50% số cá thể đậu yên ở dưới cành lá cây, 37% là trên thân cây, khoảng 12,6% đậu yên trên thân cây (hình 3).[11]

## Tiến hóa
- Về cơ bản và nói chung trên các phạm vi phân bố toàn cầu, thì sự tiến hóa của loài này vẫn theo hướng dạng "trắng đốm đen" được bảo tồn, còn dạng "đen tuyền bị" loại bỏ (hình 4 và hình 5), do dạng "trắng" có hiệu quả ngụy trang tốt hơn hẳn dạng "đen", bởi con trưởng thành đậu yên trên thân cây bạch dương cùng màu. Tuy nhiên, do ô nhiễm lan rộng trong Cách mạng công nghiệp ở Anh vào thế kỉ XIX, bụi than phủ khắp thân cây, nhiều địa y chết, nên dạng "trắng" nổi bật trên cây bị đen bồ hóng, trở thành kiểu hình không thích nghi, nên chết rất nhiều vì bị chim sâu ăn thịt. Ngược lại, dạng "đen" thích nghi hơn do là kiểu hình nguỵ trang tốt trên thân cây đã vị bụi than nhuộm đen, nên phát triển rất mạnh và chiếm tới 98% số cá thể trong vùng ô nhiễm.[2][4][12] Đó là hiện tượng "hoá đen công nghiệp" ở loài này.
- Tuy nhiên, hiện tượng này không diễn ra ở các vùng không bị ô nhiễm.

Hình 3: Thống kê tổng số bướm đã quan sát = 59; trên thân = 7; chỗ tối = 7; gốc cành = 23; nhánh lá = 22.
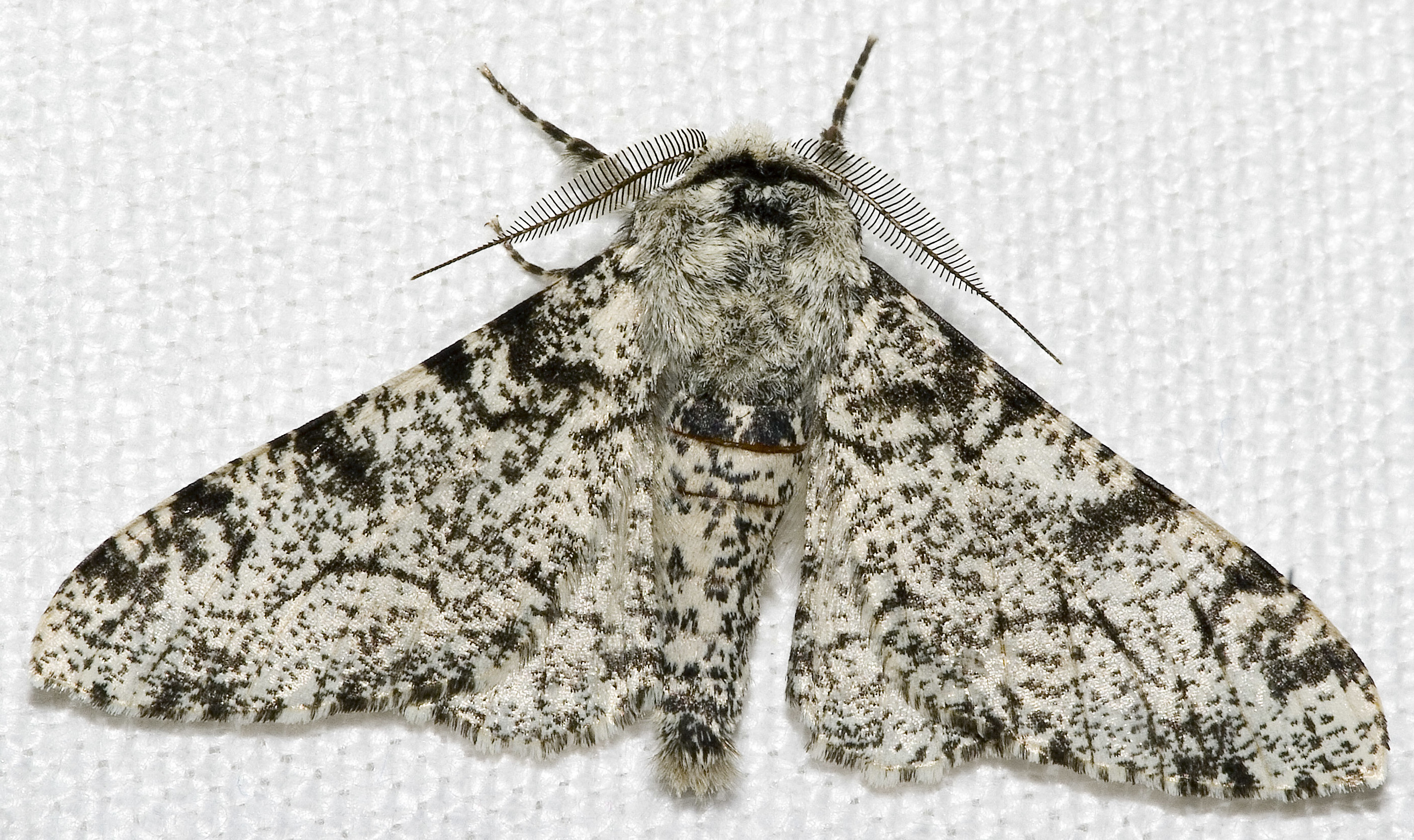
Hình 4: Dạng "đốm" (tiêu) thường được chọn lọc củng cố và tăng cường.
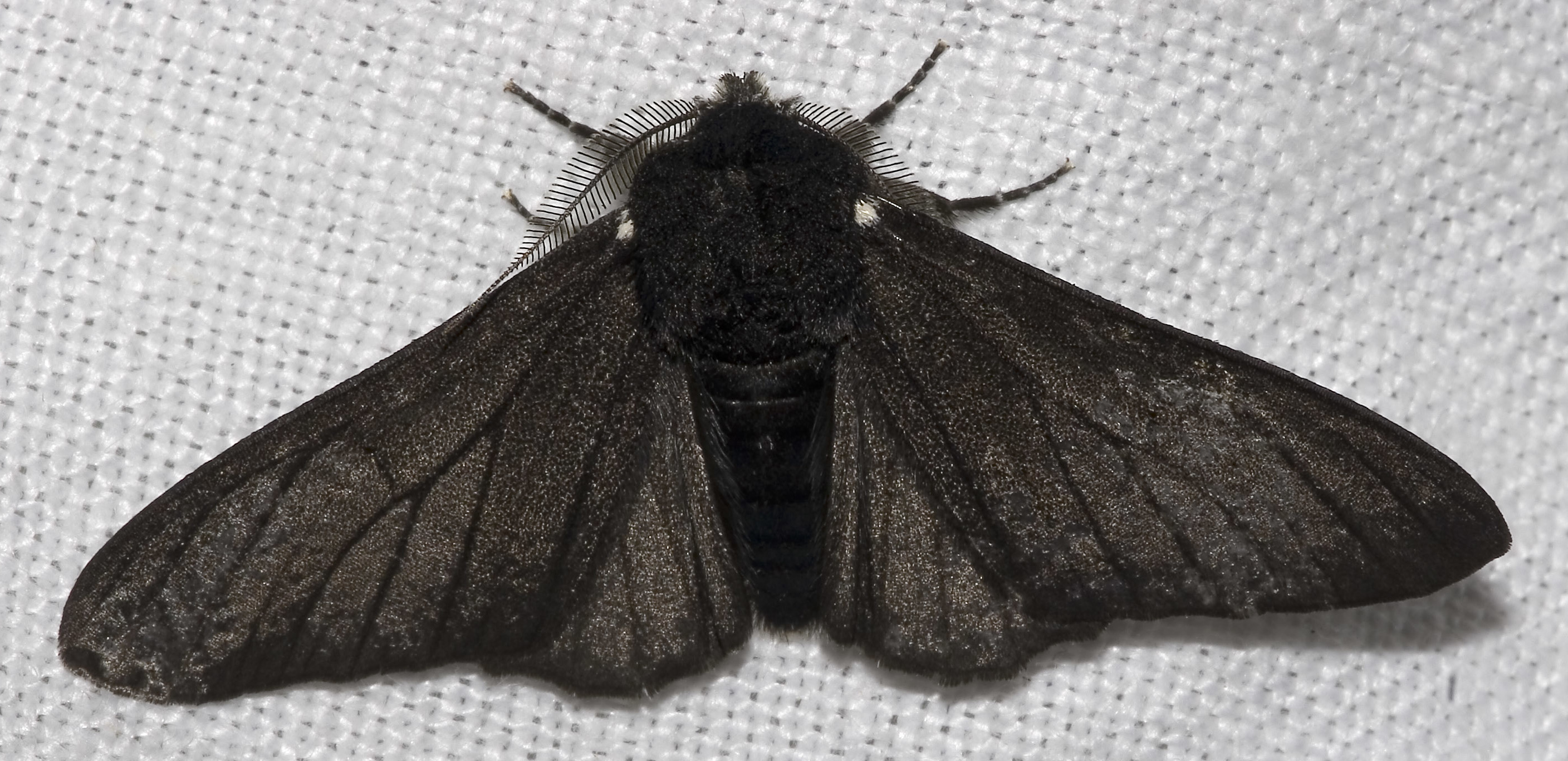
Hình 5: Dạng đen tuyền thường bị đào thải nên ít dần.